# David Maslanka
David Maslanka (New Bedford, Massachusetts, Estados Unidos, 30 de agosto de 1943-6 de agosto de 2017) fue un músico y compositor estadounidense que escribió para una variedad de géneros, incluyendo obras para coro, banda de música, música de cámara y orquesta sinfónica. Falleció por un cáncer de colon.
Conocido por sus composiciones para bandas de música, Maslanka ha publicado cerca de 100 piezas, entre ellas nueve sinfonías, siete de ellas para banda, nueve conciertos y una misa. El estilo compositivo de Maslanka es rítmicamente intenso y complejo, pero también muy tonal y melódicamente orientado. Las composiciones de Maslanka se han interpretado en todo Estados Unidos y Europa, así como Australia, Canadá y Japón.

## Obras
Muchas de las composiciones de Maslanka para viento y percusión han pasado al repertorio de diversas bandas. Entre estas piezas están A Child's Garden of Dreams, Rollo Takes a Walk, y numerosos conciertos que ofrecen una amplia variedad de instrumentos solistas, entre ellos el bombardino, la flauta, el piano, la marimba, el saxofón alto y el trombón. La segunda y la cuarta sinfonías de Maslanka se han convertido en obras para viento particularmente populares. Entre sus obras para percusión están Montana Music: Three Dances for Percussion, Variations of 'Lost Love', My Lady White, Arcadia II: Concerto for Marimba and Percussion Ensemble, and Crown of Thorns. Maslanka también escribió una misa completa para coro completo, soprano y barítono, con acompañamiento por una completa banda sinfónica. Después de haber pasado su infancia en la zona de Nueva Inglaterra, una serie de composiciones de Maslanka fueron influenciadas por su estrecha relación con el mar. Sea Dreams, por ejemplo, así como el segundo movimiento de su segunda sinfonía, poseen referencias de grandes extensiones de agua. Las obras de Maslanka se han grabado y producido principalmente por Albany Records, así como Cambria Records, entre otros. La mayor parte de su música ha sido publicada por Carl Fischer.